# Багров, Генрих Константинович
Багров Генрих Константинович (11 августа 1929, Ленинград — 18 мая 2006, Санкт-Петербург) — российский советский живописец и график, член Санкт-Петербургского Союза художников (до 1992 года — Ленинградской организации Союза художников РСФСР).

## Биография
Багров Генрих Константинович родился 11 августа 1929 года в Ленинграде. В 1945−1953 учился в Ленинградском высшем художественно-промышленном училище имени В. И. Мухиной у Петра Сидорова,  Ивана Степашкина, Александра Самохвалова,  Генриха Павловского, Кирилла Иогансена. В 1953 окончил институт, представив дипломную работу — эскиз панно «Комсомол в труде» для центральной лестницы театра им. Ленинского Комсомола в Ленинграде (выполнена в натуре).
Участвовал в выставках с 1955 года, экспонируя свои работы вместе с произведениями ведущих мастеров изобразительного искусства Ленинграда. Писал жанровые и тематические картины, портреты, натюрморты, пейзажи. В 1964 году был принят в члены Ленинградского отделения Союза художников РСФСР. Работал в станковой и монументальной живописи, занимался оформлением интерьеров и промышленной графикой. Автор картин «Вид из окна», «Мартовский день» (обе 1958), «Завтра Май» (1960), «Натюрморт с репродукцией произведения А. Дейнеки» (1969), «Осенний сад» (1974), «Утюги» (1978). Работал на Оредеже в деревне Павшино, на Волхове в Доме творчества художников в Старой Ладоге. Персональные выставки в Ленинграде (1970) и Гамбурге (1994).
Генрих Константинович Багров скончался 18 мая 2006 года в Санкт-Петербурге на семьдесят седьмом году жизни. Похоронен на Богословском кладбище Санкт-Петербурга.
Его произведения находятся в музеях и частных собраниях в России, Японии, Германии, Финляндии и других странах.

## Выставки
- 1958 год (Ленинград): Осенняя выставка произведений ленинградских художников.
- 1960 год (Ленинград): Выставка произведений ленинградских художников.
- 1973 год (Ленинград): Натюрморт. Выставка произведений ленинградских художников.
- 1978 год (Ленинград): Осенняя выставка произведений ленинградских художников.